# Nelle tue mani (film 2007)
Nelle tue mani è un film del 2007 diretto da Peter Del Monte con protagonisti Marco Foschi e Kasia Smutniak. Il film, presentato al Torino Film Festival, racconta la tormentata storia d'amore tra il razionale Teo e la fragile ed instabile Mavi.

## Trama
Teo convive da tempo con la compagna Carla. Un giorno viene investito da un'auto guidata da Mavi, una ragazza originaria di Spalato. Teo viene soccorso da Mavi, che lo porta in ospedale. Dopo qualche tempo i due si rincontrano casualmente e da quel momento nasce una profonda passione che li porta al matrimonio e ad avere una figlia, Caterina.
La vita familiare trascorre tranquilla, fino a quando Teo si deve staccare dalla famiglia per lavoro, da quel momento l'equilibrio emotivo di Mavi si spezza, dando vita ad una forte gelosia ed a sentirsi inadeguata alla cura della figlia. Tra Mavi e Teo le liti sono sempre più frequenti e violente, fino a quando Mavi non ferisce Teo, colpendolo con una bottiglia rotta.
Guarito, Teo si trasferisce dai genitori assieme a Caterina, cercando di essere un buon padre, mentre Mavi cerca di ristabilirsi, rifacendosi una vita. Ma quando Mavi sembra guarire, ripiomba nello squilibrio, anche a causa del rapporto ambiguo e conflittuale che ha con il padre, rapporto che fa venire a galla il suo traumatico passato.

## Critica
- «Uno dei film italiani più originali del 2007. Montaggio stretto, ma non isterico [...] il film non spiega, espone. Suggerite con leggerezza precisa, contano anche le figure di contorno». Commento del dizionario Morandini ().[1]
- «Scorre lento e accurato, senza mai veramente emozionare, lasciandoci con un senso di indefinito». Commento del dizionario Farinotti ().[2]
- «È abbastanza concreto da rappresentare eventi di solito ignoti al cinema italiano [...], ma è anche viziato da certe convenzioni letterarie e drammaturgiche». Commento del dizionario Mereghetti ().[3]

## Riconoscimenti
- 2008 - Nastro d'argento
  - Nastro d'argento europeo a Kasia Smutniak
  - Candidatura Migliore sceneggiatura a Peter Del Monte e Michele Pellegrini
- 2008 - Globo d'oro
  - Miglior distributore a Teodora Film
  - Miglior attrice rivelazione a Kasia Smutniak
  - Candidatura Miglior film a Peter Del Monte
  - Candidatura Miglior attrice a Kasia Smutniak